# Hölzenkopp
Hölzenkopp ist ein Weiler der Ortsgemeinde Üttfeld im Eifelkreis Bitburg-Prüm in Rheinland-Pfalz.

## Geographische Lage
Hölzenkopp liegt rund 2,5 km südöstlich des Hauptortes Üttfeld auf einer Hochebene. Der Weiler ist ausschließlich von landwirtschaftlichen Nutzflächen umgeben. Der nördliche Teil von Hölzenkopp ist mittlerweile mit dem nahegelegenen Weiler Bahnhof Üttfeld zusammengewachsen. Westlich der Ansiedlung fließt ein Ausläufer des Mannerbaches.

## Geschichte
Zur genauen Entstehungsgeschichte des Weilers liegen keine Angaben vor.
In Hölzenkopp wurden um 1900 zwei Windmühlen betrieben. Eine gehörte zu einem Sägewerk mit Mühlenbetrieb und war aus Metall gebaut. Die Höhe betrug rund 15 m. Die andere Windmühle befand sich am Eingang eines Steinbruchs und wurde zur Beförderung von Wasser eingesetzt.

## Kultur und Sehenswürdigkeiten

### Bauwerke
Die oben genannte Windmühle am Steinbruch ist in Teilen noch vor Ort erhalten. Es handelt sich um das Untergestell mit Drehkranz sowie den senkrechten Aufbau zum Pumpen.
Im Weiler befindet sich zudem ein undatiertes Wegekreuz.

### Naherholung
Die Ortsgemeinde Üttfeld ist für ihre Lage inmitten der naturbelassenen Landschaft sowie für die aufgelockerte Siedlungsform bekannt. Es gibt Möglichkeiten zum Wandern im Hauptort sowie einige Angebote für Urlauber. Nennenswert ist auch die ehemalige Bahnstrecke der Westeifelbahn, die heute teilweise als Fahrradweg dient. Sie verläuft im nahegelegenen Weiler Bahnhof Üttfeld.

## Wirtschaft und Infrastruktur

### Unternehmen
In Hölzenkopp ist ein Metallbauunternehmen ansässig.

### Verkehr
Es existiert eine regelmäßige Busverbindung ab Bahnhof Üttfeld.
Hölzenkopp liegt im Kreuzungsbereich der Landesstraße 9 von Niederüttfeld nach Lichtenborn mit der Kreisstraße 145 von Binscheid in Richtung Stalbach. Der Weiler ist durch diese beiden Straßen erschlossen.